# イノベーションハブ
イノベーションハブ（英: innovation hub）とは、核心的な製品・サービスなどを生み出し、それらを市場展開しうる科学的知見・技術的知見・社会科学的知見等、幅広い分野の知恵や技術を有する、企業を中心とするイノベーションの主役が集う基盤である。

## 概要
イノベーションハブの概念は、経団連によりイノベーションの主役が集う基盤と定義された。文部科学省では、研究開発法人を中核として、産学官の垣根を越えた人材糾合の場（イノベーションハブ）と定義している。現在は、より幅広く解釈され、オープンイノベーションのための異業種を交えた交流の拠点として発展している。
大阪市が大阪イノベーションハブというハッカソンが多数行われる拠点を開設したほか、大手町イノベーションハブでは、フューチャーセンターの拠点を開設した。他にも、京都リサーチパーク、JAXAの宇宙探査イノベーションハブ、名古屋駅前イノベーションハブ、MUFGイノベーションハブ、科学技術振興機構（JST）が実施する「イノベーションハブ構築支援事業」などの事例がある。